# Лукас Дашнер
Лукас Штефан Горст Дашнер (нім. Lukas Stephan Horst Daschner, нар. 1 жовтня 1998, Дуйсбург, Німеччина) — німецький футболіст, атакувальний півзахисник клубу «Бохум».

## Ігрова кар'єра
Лукас Дашнер є вихованцем футбольних клубів «Шальке 04» та «Дуйсбург». Саме у складі остеннього Дашнер зіграв свою першу гру на професійному рівні — у Третій лізі. В тому ж сезоні Дашнер разом з клубом виборов підвищення і наступний сезон провів вже у Другій Бундеслізі.
У 2020 році Дашнер перейшов до клубу «Санкт-Паулі» і ще три сезони провів у Другій Бундеслізі.
Сезон 2023/24 футболіст почав у «Бохумі» і 19 серпня 2023 року у матчі проти «Штутгарта» дебютував у Бундеслізі.

## Досягнення
Дуйсбург
- Переможець Ліги 3: 2016/17